# Chibotte du bois de Lirate
La chibotte du bois de Lirate est une ancienne cabane de vigne ou tsabone située sur la commune de Vals-près-le-Puy, dans la région Auvergne-Rhône-Alpes (France). Inscrite au titre des monuments historiques par arrêté du 28 avril 1986, elle constitue une des cabanes en pierre sèche faisant partie du « parcours des chibottes » créé en 2011 par la mairie de Vals pour promouvoir le tourisme.

## Cadre
L'édifice se dresse dans la vallée du Dolaizon (ou Dolaison), au lieudit Bois de Lirate, dans la parcelle cadastrale AA77. Il est en partie engagé dans un talus soutenu par une muraille en pierre sèche.

## Terminologie
Désignées sous le nom vernaculaire de tsabones par leurs utilisateurs au XIXe siècle puis baptisées chibottes ligures par l'érudit local Albert Boudon-Lashermes au XIXe siècle, ces cabanes en pierre sèche faisaient fonction d'abris temporaires et de remises pour les « vignards » de la vallée du Dolaizon, notamment des Ponots (habitants du Puy-en-Velay).

## Datation
La comparaison du cadastre napoléonien et du cadastre moderne semble indiquer que les cabanes qui se trouvent au lieudit Le Crousas sont liées au morcellement d'une vaste propriété détenue par une seule personne sous l'ancien Régime et à la création de parcelles viticoles en ces lieux entre le milieu du XVIIIe siècle et le début du XIXe.

## Matériaux et architecture
Le corps de base de l'édifice est quadrangulaire et en partie engagé dans un talus. La cabane présente une façade plane, marquée par un léger fruit, et des angles obliques en retour, en forme d'éperon (hauteurs : 2,20 m à gauche, 2,90 m à droite, en raison du sens de la déclivité du terrain).
L'entrée est haute de 1,82 m et large de 0,87 m. Les piédroits en sont en brèche volcanique. Le linteau, en basalte, est surmonté de trois dalles saillantes formant larmier. Au-dessus, trône un petit jour. L’embrasure de l'entrée est coiffée de deux encorbellements symétriques opposés et d'une fausse trompe ménagée à partir du linteau de la lucarne. Les parois de l'entrée s'ébrasent vers l'intérieur, donnant dans une cellule grossièrement elliptique (profondeur : 3,90 m, diamètre transversal : 4,70 m). 

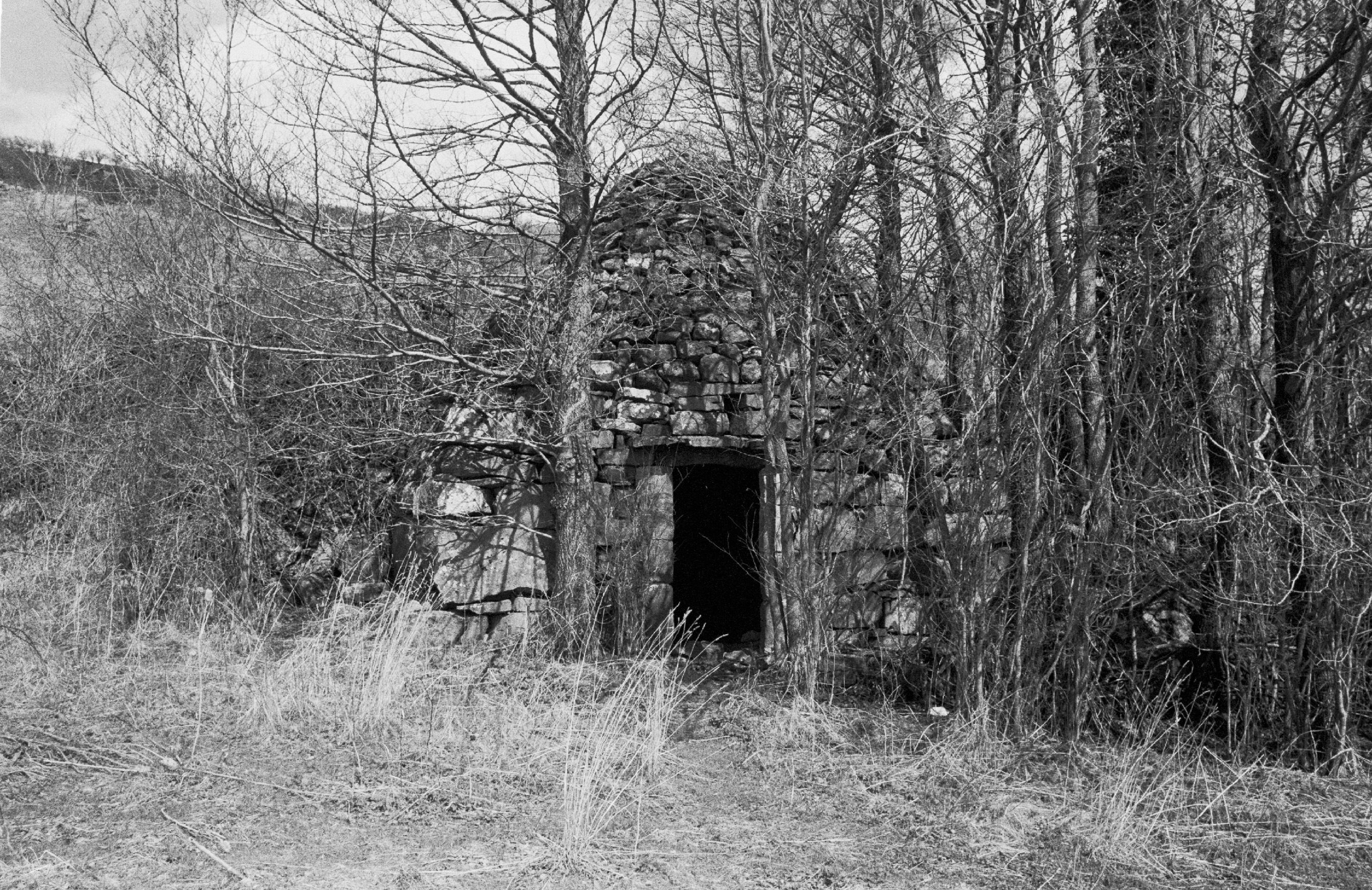
Façade (vers 1979).
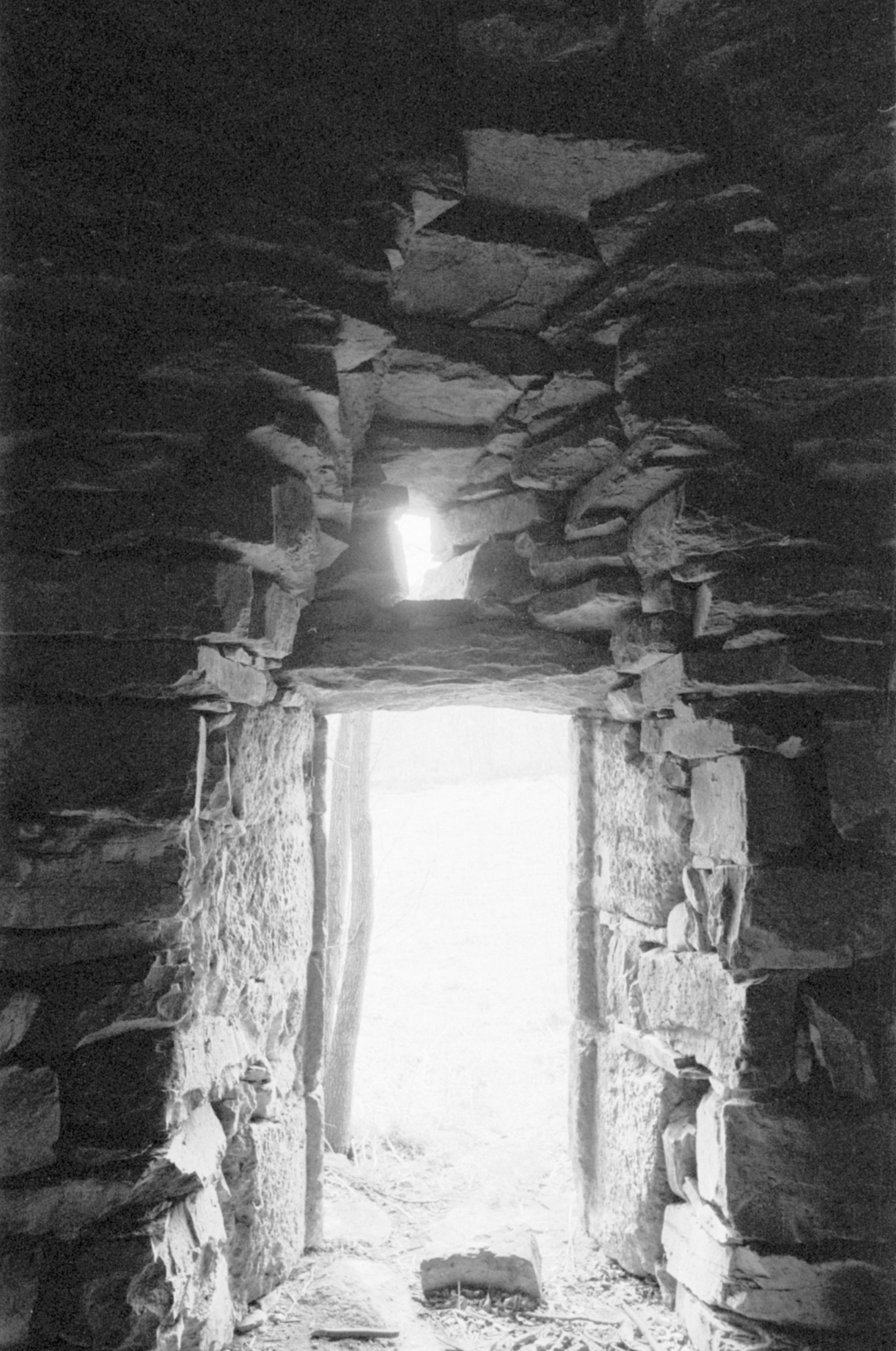
Embrasure de l'entrée avec ses deux encorbellements opposés.
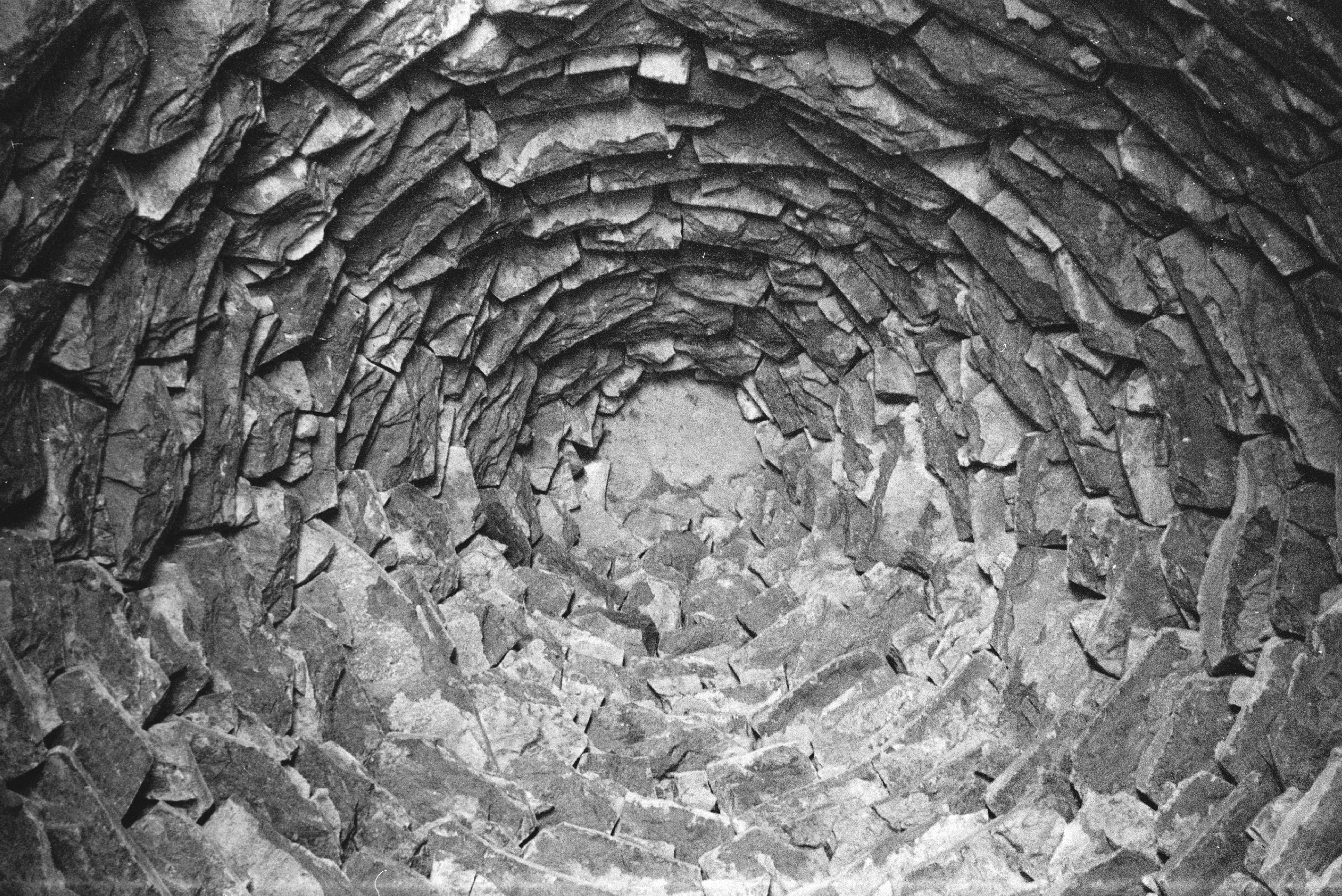
Intrados de la voûte encorbellée.

Jusqu'à 2 m de haut, on a de gros blocs puis, dès l'amorce de l'encorbellement, des assises régulières de dalles de basalte biseautées à coups de marteau ou laissées en l'état (elles sont alors grisâtres). La voûte, au profil en ogive très régulière, est terminée par une grande dalle. Une niche est réservée dans la paroi à gauche en entrant. Le sol est en terre. Il y avait à l'origine une porte articulée sur deux gonds fichés à droite. Des traces de mortier sont visibles dans les côtés du couloir d'entrée, dans les interstices des pierres.
Diverses bricoles ont été trouvées à l'intérieur (en 1979) : bouts de tôle, cerclages de tonneaux, fil de fer, arrosoir, fer à vache.

## Protection
L'édifice est inscrit au titre des monuments historiques par arrêté du 28 avril 1986.

## Mise en valeur
Il a fait l'objet, avec d'autres édifices du même genre,  d'un mise en valeur touristique dans le cadre d'un « sentier des chibottes » conçu dès 1976 et inauguré en 2011.